# بيتر كليفورد
بيتر كليفورد (4 نوفمبر 1959 في أستراليا - )  (بالإنجليزية: Peter Clifford)‏ هو لاعب كريكت أسترالي.

## وصلات خارجية
- بيتر كليفورد على موقع إي آس بي آن كريك إنفو (الإنجليزية)